# Triebwasserkanal zum Kraftwerk Mambach
Der Triebwasserkanal zum Kraftwerk Mambach ist ein rund vier Kilometer langer Kanal, der über seine gesamte Länge in einem Stollen verläuft. Er wird beim baden-württembergischen Fröhnd-Unterkastel aus dem Fluss Wiese ausgeleitet und treibt die Turbinen des Wasserkraftwerks in Mambach an, wo er auch wieder in die Wiese mündet.

## Geschichte und Ausführung
Der Stollen wurde zwischen 1897 und 1899 in rund zwei Jahren gebaut. Teils wurde er in den Fels gesprengt, teils betoniert. Er hat ungefähr einen quadratischen Querschnitt mit rund 4 m² und kann 3,4 m³/s Wasser aufnehmen. Im Verlauf gibt es sieben Schächte zur Wartung und Entlüftung. Die Inbetriebnahme von Kraftwerk und Kanal erfolgte am 22. Dezember 1899.
Das Einlaufbauwerk wurde 2007 mit einer Fischaufstiegshilfe ausgestattet, die rund 250 l/s ins Flussbett der Wiese abgibt, zusätzliche Öffnungen am Wehr dotieren weitere 110 l/s in die Wiese.

## Verlauf
Kurz vor der Kastler Brücke bei Fröhnd-Unterkastel befindet sich das Einlaufbauwerk des Kanals. Hier wird die Wiese angestaut und das Wasser in den unterirdischen Freispiegelkanal geleitet; nach Angaben des Betreibers liegt das Stauziel auf 498,64 m ü. NHN. Der Stollen führt zunächst unter der B 317 hindurch und verläuft dann Richtung Mambach weitgehend parallel zur Bundesstraße. Der Künabach wird kurz vor seiner Mündung in die Wiese auf etwa 500 m ü. NHN großteils aus- und dem Kanal unterirdisch zugeleitet, hierzu gibt es am Rande des Abzweigs Wühre von der B 317 ein eigenes Einlaufbauwerk.
Der Pegel im Wasserschloss oberhalb des Kraftwerks liegt je nach Wasserführung und Turbinenleistung auf 495,5 bis 495,8 m ü. NHN, über eine rund 80 Meter lange Rohrdruckleitung wird das Wasser über die Turbinen geführt und danach über einem rund 200 Meter langen Kanal unter der B 317 hindurch auf etwa 458 m ü. NHN wieder in die Wiese abgegeben.
Der etwa 3,8 km lange Stollen endet im Wasserschloss rund drei Meter unterhalb seiner Ausleitung, er hat damit ein Sohlgefälle von knapp 0,8 ‰; über die gesamte Strecke bis zur Wiedereinleitung in die Wiese beträgt das Sohlgefälle etwa 10 ‰.

## Zuflüsse
Der Kanal wird von folgenden Gewässern gespeist:
- Wiese bei Fröhnd Unterkastel auf 498,64 m ü. NHN
- Künabach beim Abzweig Wühre, Ausleitung auf etwa 500 m ü. NHN

## Bilder

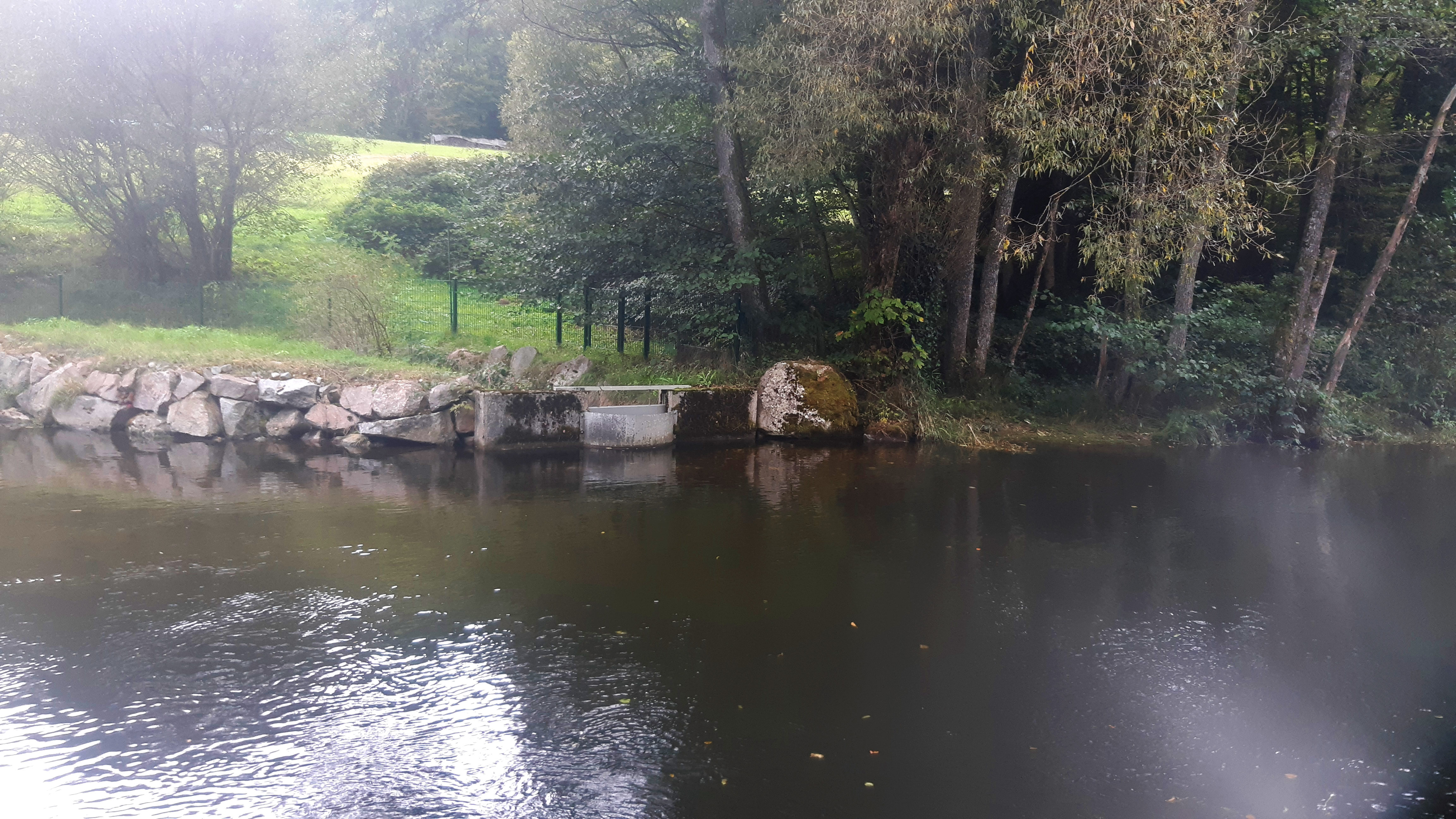
Der Zufluss zur Fischtreppe am Ausleitungsbauwerk in Fröhnd-Kastel.
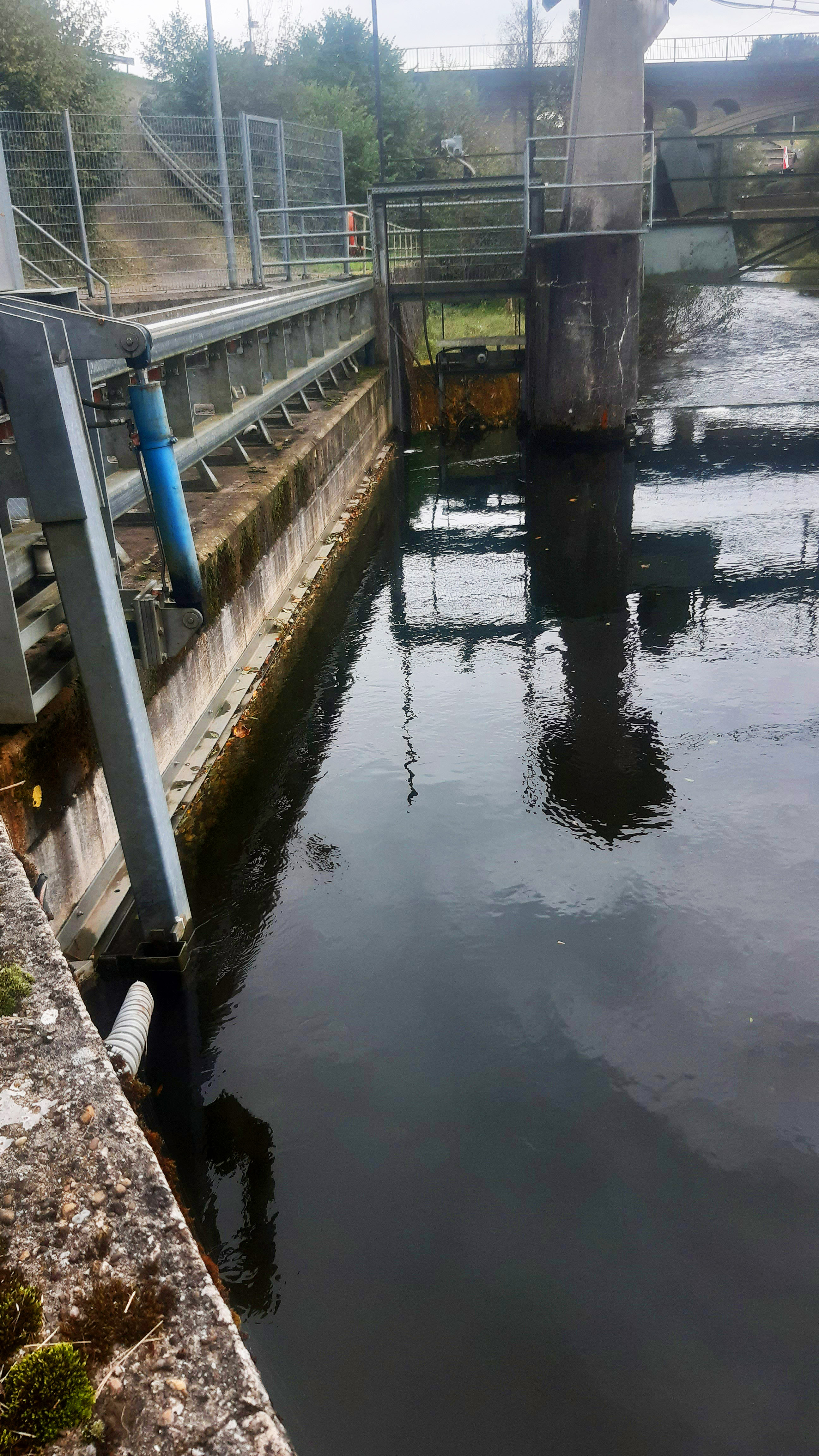
Der Rechen am Ausleitungsbauwerk in Fröhnd-Kastel.
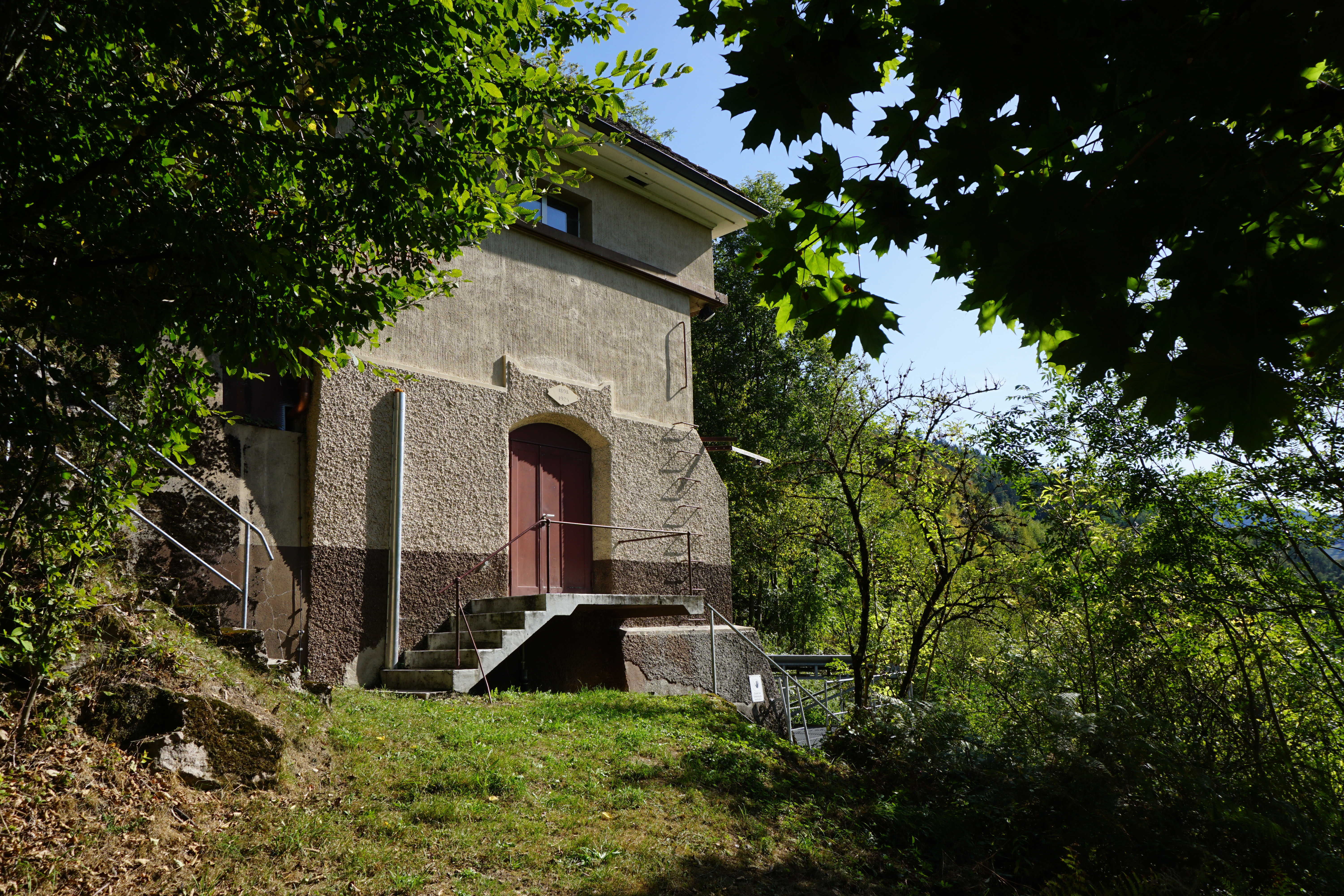
Das Wasserschloss oberhalb des Kraftwerks.
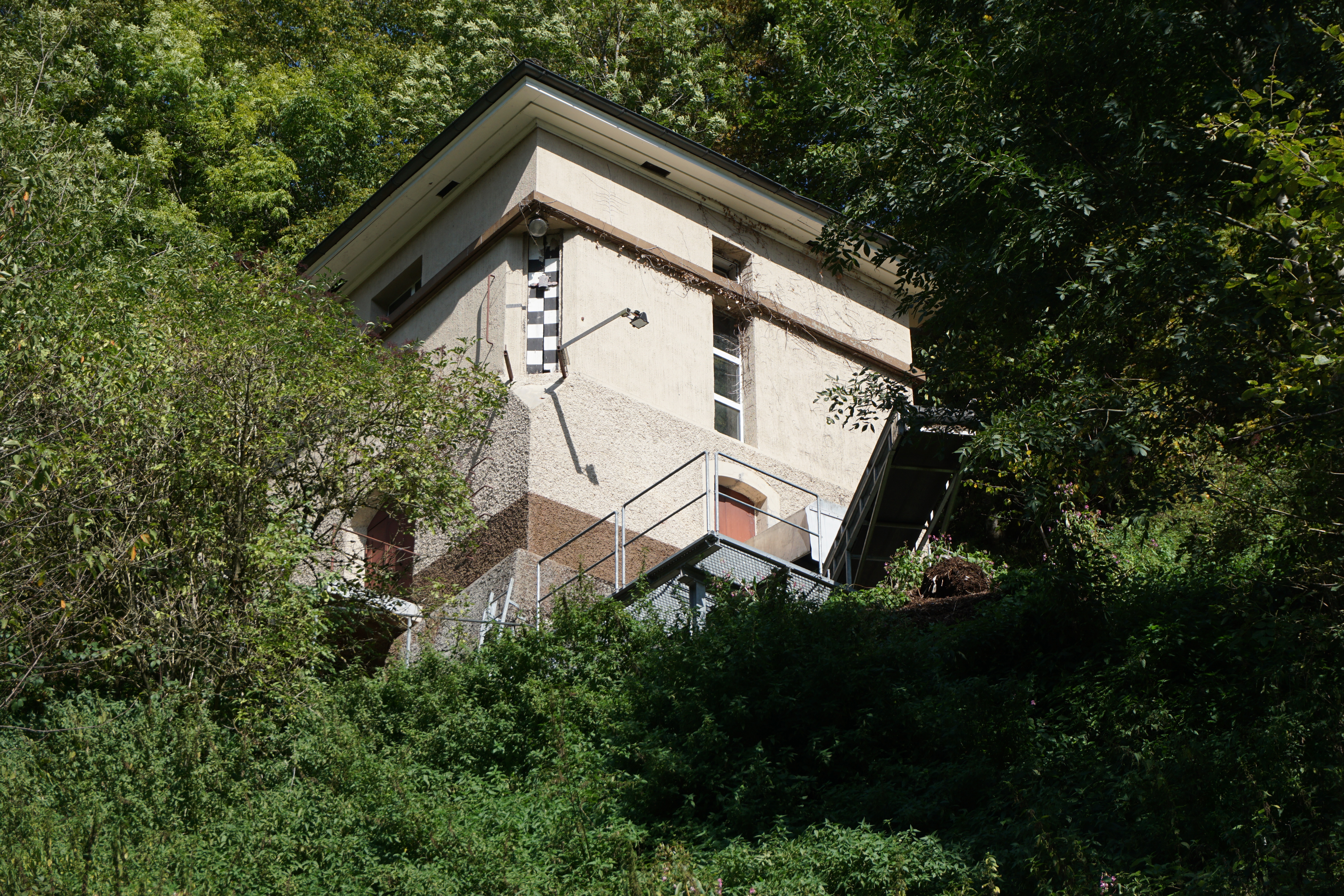
Das Wasserschloss oberhalb des Kraftwerks.
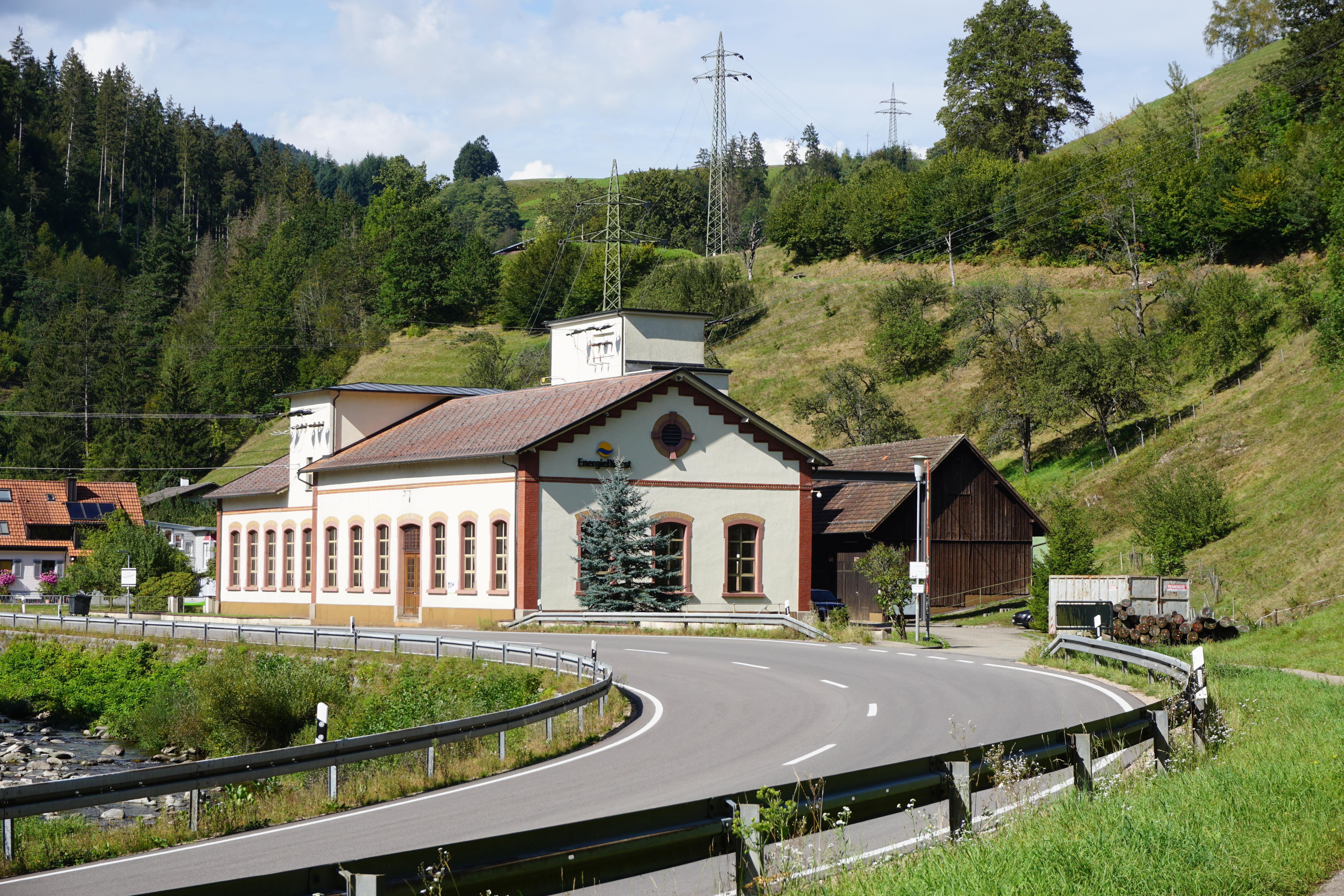
Das Kraftwerk in Mambach, links die Wiese, im Vordergrund die B 317.